# 回:LABYRINTH ~Crossroads
《回:LABYRINTH ~Crossroads》是韓國女子音樂組合GFRIEND第一張日語數位單曲，由Source Music製作，於2020年10月14日推出。

## 概要
8月24日，Crossroads日文版在KNTV電視節目《Power of K SOUL LIVE》初彼露。9月13日，官方宣佈將於10月以日本單曲回歸。該單曲將是GFRIEND自去年 11 月發行第一張日本錄音室專輯《Fallin' Light》以來的第一張日語數位單曲，同時收錄了第八張迷你專輯《回：LABYRINTH》中主打曲Crossroads日文版和副主打曲LABYRINTH日文版。